# Zlatko Jankov
Zlatko Jankov (bulgariska: Златко Янков), född 7 juni 1966 i Burgas i Bulgarien, är en bulgarisk före detta professionell fotbollsspelare som avslutade spelarkarriären 2002. Jankov har spelat i 12 klubbar. Han har också spelat för det bulgariska landslaget och gjorde fyra mål på 79 matcher.